# Песнь об Улликумми
«Песнь об Улликумми» — хеттское эпическое сказание XIV века до н. э. на мифологический сюжет, переложение утраченной хурритской поэмы. Сохранилось частично.

## Содержание и оценки
«Песнь об Улликумми» рассказывает о борьбе между разными поколениями богов из хурритской мифологии. Верховный бог Кумарби, чтобы наказать бога грозы Тешуба и вернуть потерянную власть, зачинает от скалы в озере сына по имени Улликумми — слепое и глухое чудовище, которое быстро достигает громадных размеров. Боги собираются на битву с новым врагом, но он низвергает в море бога войны Аштаби и 70 других божеств. Тогда Эа отрезает Улликумми ножом от Упеллури (гиганта, поддерживающего небо и землю) и лишает его таким образом силы. Происходит ещё одно сражение, описание которого утрачено. По-видимому, на этот раз богам удаётся одержать победу.
Исследователи констатируют, что в тексте «Песни» наряду с хурритскими богами упоминаются вавилонские. Хеттский переводчик (по словам Вячеслава Иванова, «несомненно, обладавший поэтическим даром») использовал и ряд хеттских имён и мифологических формул. Предположительно «Песнь об Улликумми» оказала влияние на греческие мифы: сюжетные параллели с ней заметны в сказаниях об оскоплении Урана Кроном, о Тифоне, зачатом ради схватки с олимпийцами, о поддерживающем небо Атланте, об Антее, черпавшем силы от матери-Земли.

## Публикация текста
- Песнь об Улликумми // Поэзия и проза Древнего Востока. М.: Художественная литература, 1973. С. 234—245.